# Clan Cava
Il clan Cava è un sodalizio camorristico di Quindici, in provincia di Avellino.

## Storia
Questa cosca, da oltre trent'anni, è protagonista di una sanguinosa faida con l'altro clan del Vallo di Lauro, quello dei Graziano. I boss più influenti del sodalizio furono i fratelli Salvatore Cava (deceduto) e Vincenzo Cava, ucciso nell'anno 1995, a  Quindici, in località 'San Teodoro', dove fu sfigurato da 30 proiettili di pistola - tutti indirizzati al volto - per mano di membri del clan Graziano; Biagio Cava (deceduto), leader riconosciuto del sodalizio criminale e figlio di Vincenzo Cava; e Antonio «Ndo' Ndo'» Cava (detenuto), figlio di Raffaele Cava, quest'ultimi - Biagio e Antonio Cava - condannati al carcere duro per capi di imputazione che vanno dall'associazione per delinquere di stampo camorristico, all'omicidio, fino al racket ad esercenti e imprenditori edili. La leadership, dopo le carcerazioni dei capi storici, è poi passata al giovane Salvatore Cava - uno dei figli di Biagio -, arrestato nel maggio del 2010, ventiseienne, in una villetta di Pago del Vallo di Lauro.
Durante la guerra di camorra tra NCO cutoliana e la Nuova Famiglia, che insanguinò la Campania negli anni '80, i Cava rientrarono nella miriade di clan e gruppi di fuoco associati al potente clan Alfieri, imperante nella zona del nolano-vesuviano. Ancora oggi, quello schieramento di parte si rispecchia nelle alleanze che i Cava hanno con altri gruppi criminali dell'agro nolano  come i clan Russo di Nola e Fabbrocino della zona compresa tra Palma Campania, San Gennaro Vesuviano e Ottaviano.

## Il clan
Ad oggi, nonostante i numerosi colpi subiti dallo Stato e all'indebolimento dovuto alla faida con i rivali storici - il clan Graziano -, la presenza del clan Cava è ancora segnalata, oltre che nel Vallo di Lauro, nel mandamento baianese e in altre aree dell'avellinese, anche nel nolano. Inoltre, i Cava sono considerati ancora come la cosca più influente della provincia di Avellino, con diramazioni anche nel napoletano, nel salernitano  e in altre regioni, dove hanno avviato, tramite prestanomi, attività lecite.

### Zone di influenza, attività e struttura
Questa organizzazione di stampo camorristico è operativa in gran parte della Provincia di Avellino (specie nei comuni del Vallo di Lauro e del baianese), in molti comuni del nolano, in parte del vesuviano ed in Provincia di Salerno. Estorsione, gestione degli appalti, usura sono le attività principali del clan. Il traffico di sostanze stupefacenti, pur non costituendo la principale attività del clan, rimane una importantissima fonte di lucro, i cui profitti finiscono reinvestiti in molte altre attività, sia lecite che non.
Nelle zone di competenza del clan, non vi era imprenditore o commerciante che non avesse ricevuto richieste estorsive e, dato il potere dell'organizzazione, sono stati davvero pochi gli imprenditori a denunciare od a ribellarsi alla protervia ostentata dai Cava i quali, per anni, tramite proprie propaggini, hanno capillarmente controllato e oppresso diversi territori. Un caso emblematico che indica il potere dei Cava e della loro forza intimidatrice è quello di Lucio Addeo, imprenditore quarantaquattrenne di Palma Campania; Addeo, attivo nel settore del commercio della frutta secca, per anni, dovette regalare la merce ai fedelissimi e ai familiari del boss Biagio Cava, sottostare alle richieste estorsive dei Cava, rifornirsi presso ditte indicate dal clan e, come se ciò non bastasse, per conto di alcuni esponenti del sodalizio criminale è stato costretto, a più riprese, a cambiare assegni per svariate migliaia di euro. Addeo, esasperato e sull'orlo del fallimento, tentò di ribellarsi a quest'ultimi allorché gli stessi gli domandarono di cambiare altri assegni per conto di Biagio Cava. Dinnanzi al diniego dell'imprenditore palmese gli accoliti del clan, seppur sorpresi, non protestarono e andarono via. Gli stessi, però, più in là, fecero ritorno dall'imprenditore e, questa volta, lo costrinsero a commettere dei reati per conto dell'associazione criminale: obbligare il coproprietario di un terreno edificabile a cedergli la quota a prezzi inferiori rispetto a quelli di mercato e intestarsi il terreno ottenuto per conto di Biagio Cava. Per il fatto, Addeo verrà tratto in arresto nel marzo del 2006 e, poco dopo, comincerà a collaborare con gli inquirenti. Tre mesi dopo, Addeo si suiciderà impiccandosi, nella sua cella del carcere di Secondigliano, mediante un cappio realizzato con delle lenzuola; accanto al suo cadavere, verrà rinvenuto quello che sarà interpretato come un disperato tentativo di salvare la sua famiglia da probabili ritorsioni: un biglietto in cui l'imprenditore asseriva che tutte le sue confessioni contro il clan quindicese erano fasulle e di aver indotto i suoi due nipoti a riferire fandonie agli investigatori. Lucio Addeo aveva due figli, di 1 anno e 3 anni, ed era in attesa del terzogenito.
Nel nolano, nel vesuviano, in alcune aree della Provincia di Salerno e nel mandamento baianese - aree in cui si registra l'influenza anche di altre organizzazioni criminali - i Cava operano grazie ad accordi con dette organizzazioni e mediante propri referenti, affiliati e fiancheggiatori ivi presenti. L'estensione dell'egemonia dei Cava sul territorio della città di Avellino non poteva prescindere dall'instaurarsi di rapporti con organizzazioni ivi operanti (clan Genovese dell'area del Partenio e Meriani di Montoro), che potevano risolversi o in un conflitto o nel raggiungimento di un'intesa. Di fatto, è stata praticata la seconda delle opzioni, data anche l'inferiorità dei clan 'Genovese' e 'Meriani' (quest'ultimo ritenuto oramai scompaginato), che non hanno ritenuto opportuno opporre resistenza alle pretese dei Cava. Dette intese si sono esplicate nel senso che l'ingerenza dei Cava sulle attività illecite riguardanti la provincia avellinese è stata pacificamente accettata. In particolare, i Cava hanno sempre percepito la maggior parte dei proventi frutto delle attività illecite che avvenivano in Avellino ed hinterland. La famiglia Cava ha, inoltre, messo in piedi una fiorente ed articolatissima organizzazione delinquenziale in grado di inserirsi attivamente nel ciclo del cemento. Negli anni, il clan s'è assicurato, in forma monopolistica, alcuni settori fondamentali dell'edilizia (movimento terra, fornitura di inerti, produzione e distribuzione di cemento e calcestruzzo). 
Dopo i duri colpi subiti da parte dello Stato, è però da segnalare che alcuni importanti esponenti del clan, venute meno le storiche figure apicali dell'organizzazione, sembrerebbero aver avviato attività illecite in proprio. Nel Nolano, nella fattispecie, i Cava hanno sempre operato mediante un gruppo satellite facente capo alla famiglia Sangermano, originaria di San Paolo Bel Sito, oggi considerata scissa dal clan Cava ed una organizzazione a sé stante. Da segnalare anche il blitz avvenuto in data 3 ottobre 2016, che ha visto coinvolti numerosi comuni del Mandamento baianese, che ha scardinato una organizzazione dedita alle estorsioni e al racket del cemento, ribattezzata "Nuovo Ordine di Zona" e guidata dal pregiudicato di Avella Antonio Guerriero (alias "Zorro"), soggetto considerato legato al clan Cava e già vittima, nel 2005, di un tentato omicidio. Stando a quanto dichiarato dal pentito di Nola Ciro Di Domenico, a tramare contro Guerriero furono tre clan (i Cava, i Russo e i Moccia). L'agguato avvenne a Tufino, ma a perdere la vita fu il socio in affari del Guerriero Antonio, ucciso per errore. Le indagini che hanno portato allo sgominamento del 'Nuovo Ordine di Zona' ebbero inizio nell'anno 2013, a seguito di due omicidi di camorra avvenuti in Baiano e Sperone, fra cui quello di Miele Fortunato, referente dei Cava nel baianese, che avrebbe, fra l'altro, sempre se ci si attiene a quanto dichiarato dal collaboratore di giustizia Ciro Di Domenico, preso parte al piano per portare a termine l'agguato ai danni di Guerriero, poi fallito. 
Degno di nota anche il blitz che, in data 14 ottobre 2019, ha portato all'arresto di 23 persone, tra cui ex affiliati al clan Cava, i quali avevano costituito un gruppo camorristico operante ad Avellino e comuni limitrofi, ponendo sotto la propria egemonia territori in passato sotto la giurisdizione dei Cava.
Nel frammentario e confuso panorama camorristico campano, il clan Cava, come il clan Graziano, presenta una struttura molto più analoga a quella di una 'ndrina calabrese, piuttosto che a quella di un qualunque clan camorristico. Il clan è, difatti, da sempre a 'conduzione familiare' e molti dei suoi membri sono consanguinei o, comunque, legati l'un l'altro da rapporti di parentela. Per via di ciò, come le 'ndrine calabresi, il clan Cava è una organizzazione quasi impermeabile al fenomeno del pentitismo. Gli unici ad aver collaborato con la giustizia sono stati, difatti, esponenti di secondo piano o, comunque, di basso rango.

## Le indagini
Iniziate nel 2003, l'attività di indagine ha comportato l'arresto di oltre 50 presunti membri affiliati e dei boss dell'associazione criminale, con l'esecuzione di oltre trecento operazioni di intercettazione telefoniche ed ambientali in auto ed abitazioni e di videosorveglianza, attraverso la quale gli investigatori ritengono di aver individuato beni riconducibili alle illecite attività del sodalizio, per i quali l'autorità giudiziaria ha emesso due distinti provvedimenti consistenti in un decreto di sequestro preventivo ed in un sequestro preventivo d'urgenza. Sequestrati beni immobili e società commerciali nelle province di Napoli, Avellino, Frosinone, Latina, L'Aquila, Piacenza e Parma, per un complessivo valore stimato circa 160/180 milioni di euro.
Nel corso degli anni, poi, l'impegno degli organi inquirenti ha portato ad altri importanti blitz che hanno messo in difficoltà il clan, scalfendone la forte struttura, con conseguenti scissioni interne. Il clan ha risposto operando un ricambio generazionale del suo organico e con l'affido delle attività ad alcuni fedelissimi dei capi detenuti. Tuttavia, la sua ossatura non sembra più essere forte come lo era una volta.

## Fatti recenti di maggior rilievo
- Il 31 gennaio 2008, i Carabinieri di Avellino hanno messo in manette 6 presunti affiliati al clan. Gli stessi, facendo leva sulla loro appartenenza al sodalizio criminale, avevano acquistato, senza corrispettivo o pagando mediante assegni poi risultati insoluti, beni e merci di vario tipo (autovetture, motociclette, quad, pezzi di ricambio ed accessori per auto e moto, per un valore di circa 200.000€) da imprenditori e commercianti della zona del Partenio.
- In data 18 aprile 2008, i Carabinieri di Nola hanno messo fine alla latitanza di Bruno Giugliano, pluripregiudicato quarantaquattrenne, elemento di rilievo del clan, nonché suo referente nella zona tra Palma Campania, Piazzolla di Nola e Saviano. Con Giugliano - arrestato ad Avella - sono finiti in carcere cinque presunti fiancheggiatori che avrebbero dato appoggio a Giugliano nel corso della latitanza, durata due anni ed avvenuta fra i comuni del Nolano e del Baianese. Per comunicare con parenti ed altri affiliati, l'arrestato si serviva dei "pizzini".
- Il 6 giugno 2008, nell'ambito dell'operazione denominata "Alleanza Nolana", vengono tratte in arresto 49 persone riconducibili alla cosca, tra cui Salvatore Cava (figlio del capoclan Biagio Cava, Salvatore Cava verrà poi arrestato dopo quasi due anni di latitanza), lo stesso capoclan Biagio Cava, nonché Bernardo e Salvatore Cava, rispettivamente cugino e fratello di Biagio Cava e ritenuti esponenti di spicco del clan. Vengono inoltre sequestrati beni immobili e società commerciali nelle province di Avellino, Napoli, Frosinone, Latina, L'Aquila, Piacenza e Parma, per un valore complessivo di 160/180 milioni di euro.
- Il 25 settembre 2008, la Squadra Mobile della Questura di Avellino ha dato esecuzione all'ordinanza di custodia cautelare in carcere emessa dal Gip presso il Tribunale di Napoli a carico di 6 soggetti considerati affiliati o, comunque, vicini alla cosca dei Cava. Gli arrestati, pregiudicati, si sarebbero resi responsabili di svariati atti estorsivi, perpetrati mediante modalità camorristiche e nei riguardi di imprenditori operanti nell'Avellinese.
- Il 18 novembre 2008 sono stati arrestati 5 presunti affiliati al clan, con l'accusa di estorsione aggravata dalle modalità mafiose.
- In data 12 gennaio 2009 sono stati tratti in arresto 7 membri del clan (alcuni dei quali già tratti in arresto nel corso dell'anno 2008), poiché indiziati di aver imposto il pizzo ad alcuni imprenditori edili operanti nei comuni partenopei di Casamarciano, Palma Campania e San Paolo Bel Sito e nei comuni irpini di Atripalda, Manocalzati, Monteforte Irpino, Montoro, Moschiano, Mugnano del Cardinale, Quindici, Serino, Solofra e Taurano.
- Il 23 aprile 2009 vengono rinviate a giudizio 12 persone (tutte insospettabili ed incensurate) che, secondo l'Antimafia di Napoli, avrebbero riciclato i proventi prodotto delle attività del clan, investendoli nel basso Lazio.
- Il 1º agosto 2009 è finito in cella Santaniello Raffaele, 30 anni, di Moschiano, pregiudicato, elemento di spicco del clan nonché marito di Assunta Cava, figlia di Fiore Cava (ucciso nel '93 e fratello del boss Antonio «Ndo' Ndo'» Cava), accusato dei reati di tentato omicidio in concorso, detenzione e porto abusivo di arma da fuoco e danneggiamento con l'aggravante dei metodi mafiosi, commessi in Mercogliano e Moschiano.
- In data 6 ottobre 2009, la Squadra Mobile della Questura di Avellino arresta 5 noti pregiudicati, tutti notoriamente appartenenti al clan Cava, accusati di estorsioni, minacce e violenze nei riguardi di imprenditori di Manocalzati, Chiusano di San Domenico, Monteforte Irpino, Forino, Taurano, Acerno e Bracigliano. Nell'abitazione di uno degli arrestati - tale Mario Allocca, 31 anni, di Taurano- la Polizia rinviene due pistole calibro 9 con 224 munizioni, 2 fucili a pompa, un fucile a canne mozze, un ordigno gelatinoso e 4 passamontagna. 3 le persone indagate per estorsione, minacce e associazione mafiosa.
- In data 18 maggio 2010, a Pago del Vallo di Lauro, viene arrestato Cava Salvatore (sfuggito ad un blitz del giugno del 2008 e da allora latitante), figlio di Cava Biagio, annoverato fra i 100 latitanti più pericolosi d'Italia. Il giovane boss, 26 anni, viene stanato in una villetta di Pago del Vallo di Lauro, ove si nascondeva grazie all'appoggio di due coniugi del posto ed alla connivenza di parte della popolazione locale. Nella villetta vengono ritrovati fuochi d'artificio, che il boss voleva utilizzare per la nascita del suo secondogenito.
- Il 26 maggio 2010, vengono tratte in arresto 5 persone vicine ai clan Cava e Genovese; gli arrestati avevano preso di mira i vincitori del superenalotto, dai quali pretendevano parte della vincita, che sarebbe servita per il mantenimento dei carcerati dei clan e delle famiglie di questi.
- Il 9 giugno 2010 finisce in manette Felice Cava, nipote di Biagio Cava, accusato di essere l'«armiere» del clan.
- Il 30 luglio 2010 è stato stanato, a Sorrento, il boss latitante italoamericano Emilio Fusco, 42 anni, nativo di Quindici ma da tempo trapiantato negli States. Ritenuto un importante esponente della Famiglia Genovese di New York, era ricercato dall'FBI e dalle autorità italiane per omicidi, associazione mafiosa ed estorsione. Secondo le Forze dell'ordine, Fusco aveva collegamenti con il clan Cava[8][9].
- Il 20 ottobre 2010, gli agenti del Commissariato di Lauro traevano in arresto i fratelli Biagio e Aniello Cava, rispettivamente di anni 26 e 32, figli di Salvatore Cava (quest'ultimo, fratello del capoclan Biagio Cava), con le accuse di lesioni personali aggravate, minacce e tentato omicidio, e Angelo Vitale, 31 anni, accusato di minacce e detenzione abusiva di armi da fuoco. I due Cava, anni prima, avrebbero gambizzato, a Pago del Vallo di Lauro, dinnanzi la sua abitazione, il pregiudicato Angelo Vitale, il quale doveva essere punito per aver effettuato alcune estorsioni in proprio.
- L'11 maggio 2011, in Quindici, Monteforte Irpino e San Paolo Bel Sito, 4 affiliati del clan finiscono in manette con l'accusa di usura aggravata dal metodo mafioso.
- In data 17 giugno 2011, in Mugnano del Cardinale, San Paolo Bel Sito ed Afragola, nell'ambito di un'attività di indagini finalizzata a contrastare il fenomeno dell'usura e delle estorsioni ai danni di imprenditori operanti nel settore dell’edilizia, militari del Nucleo investigativo, dopo aver acquisito gravi elementi di colpevolezza, in esecuzione di provvedimento emesso dall'Autorità Giudiziaria, sottoponevano a fermo di Polizia Giudiziaria 5 pregiudicati esponenti dei clan Cava di Quindici, Moccia  di Afragola e Russo di Nola, ritenuti responsabili dei reati di usura ed estorsione aggravata dalla connotazione mafiosa, per aver commesso il fatto avvalendosi della forza di intimidazione dovuta all'appartenenza ai summenzionati sodalizi criminosi.
- Il 21 giugno 2011, i Carabinieri del Comando Provinciale di Avellino procedono all'esecuzione di 58 ordinanze di custodia cautelare emesse dal Gip presso il Tribunale di Napoli, su richiesta della Direzione Distrettuale Antimafia della Procura della Repubblica di Napoli, a carico di altrettante persone ritenute affiliate o collegate al clan Cava, gravemente indiziate dei reati di associazione per delinquere di tipo mafioso, estorsione, violenza privata, intestazione fittizia di beni, concorrenza illecita con violenza e minaccia, rivelazione del segreto d'ufficio, corruzione per atti d'ufficio e per atti contrari ai doveri d'ufficio, favoreggiamento personale e reale, falso ideologico in atto pubblico, truffa ai danno dello Stato, tutti aggravati dall'aver agevolato il clan Cava. L'operazione in questione, denominata "Slot", è stata di fondamentale importanza al fine di colpire con ferocia il lato economico del clan, smantellando l'attività imprenditoriale illecita dell'imprenditore avellinese Armando Della Pia, soggetto stabilmente inserito nel clan Cava. Della Pia, avvantaggiandosi della propria appartenenza al clan, operava illecitamente in diversi settori: l'edilizia, la produzione e somministrazione di alimenti, la fornitura, nonché noleggio ed assistenza di macchinette videogioco. Oltre agli arresti, vengono sequestrati 4 milioni di euro di beni.
- In data 8 marzo 2012, il personale della Squadra Anticrimine del Commissariato di Lauro arresta un quarantaduenne pregiudicato di Quindici, vicino al clan Cava, reo di aver posto in essere minacce estorsive aggravate dalla art. 7 Legge 203/1991 in danno di una ditta impegnata nella realizzazione di importanti lavori stradali sull'arteria stradale "Taurano – Monteforte". L'arrestato, in concorso con altro pregiudicato affiliato al clan Cava, per intimidire il titolare della ditta e costringerlo a cedere alle minacce estorsive, avrebbe danneggiato, in più circostanze, attrezzature varie lasciate sul cantiere.
- Il 23 aprile 2012, i Carabinieri della Compagnia di Nola hanno arrestato Giugliano Carmine, 53 anni, cognato di Biagio Cava, elemento di rilievo del clan, detenuto e già raggiunto, nel marzo dello stesso anno, fra l'altro, da una ordinanza di custodia cautelare in carcere per estorsione aggravata dal metodo mafioso poiché resosi colpevole, nel mentre si trovava recluso in carcere, di alcune estorsioni in danno di tre imprenditori di Piazzolla di Nola; Napolitano Francesco, di anni 55, detto "Ciccio 'a neve", pregiudicato; e Caccavale Pasquale, incensurato quarantasettenne di Nola. Gli arrestati, con la complicità di un diciannovenne di San Gennaro Vesuviano e di un ventottenne di Nola (denunciati in stato di libertà per lo stesso reato), avrebbero reinvestito i proventi del clan, in una società di ristorazione sita a Nola.
- Il 26 maggio 2012 sono stati arrestati Benedetto Cava, 83 anni, detto 'O Bittariello', residente a Quindici, e il figlio Gerardo, di 52 anni, residente a Nola, entrambi ritenuti contigui al clan camorristico 'Cava'.
- In data 6 giugno 2012, la Polizia ha operato gli arresti di Acunzo Aniello, quarantaquattrenne, e Lanza Galeota Florio, ventinovenne, entrambi di Pago del Vallo di Lauro, esponenti del clan. I due avrebbero sottoposto a usura e vessazioni alcuni imprenditori. Gli arrestati avrebbero, inoltre, fatto da mediatori per un prestito da 150.000 € che il boss Biagio Cava, previa garanzia della disponibilità di due appartamenti, avrebbe concesso ad un imprenditore edile.
- In data 26 ottobre 2012, in quel di Taurano, vengono messi in manette 4 soggetti, tutti ben noti alle Forze dell'Ordine (anche per via della loro vicinanza al clan Cava), per i reati di usura pluriaggravata ed estorsione continuata e pluriaggravata ad esercizio abusivo di attività finanziaria. Reati, questi, commessi avvalendosi congiuntamente delle condizioni previste dall'art. 416 bis, nonché allo scopo di agevolare il clan Cava.
- Il 23 gennaio 2013, i Carabinieri di Nola hanno intercettato e tratto in arresto, nei pressi del casello autostradale di Avellino Ovest, il pregiudicato di Palma Campania Clemente Rainone, 60 anni, ricercato da qualche giorno e conosciuto quale esponente del clan Cava. Rainone è stato raggiunto da un ordine di carcerazione emesso il 15 gennaio dalla Corte di Appello di Napoli, che lo ha condannato alla pena residua di anni 6, mesi 11 e giorni 18 di reclusione per i reati di estorsione e rapina in concorso, aggravati dal metodo mafioso. Tratto in arresto, Rainone è stato tradotto nella Casa Circondariale di Avellino.
- Il 25 gennaio 2013, nei comuni di Lauro, Quindici, Palma Campania, San Giuseppe Vesuviano e Somma Vesuviana, le squadre mobili di Avellino e Napoli arrestano 6 presunti affiliati al clan Cava, accusati di associazione mafiosa finalizzata al traffico di droga.
- Il 27 febbraio 2013 due appartenenti di spicco del clan - tra cui il nipote di Biagio Cava - finiscono in cella con l'accusa di tentata estorsione continuata e aggravata commessa con metodo mafioso. Reati commessi in danno del gestore di un ristorante-discoteca di Nola.
- Il 16 marzo 2013 vengono confiscati beni per 4 milioni di euro all'imprenditore di Taurano Giuseppe Pacia, considerato legato al clan Cava e già condannato a sette anni di reclusione per associazione per delinquere di stampo camorristico. Sono stati sequestrati ben 34 immobili, tra cui numerosi appartamenti, alcune automobili di grossa cilindrata, noccioleti, castagneti, conti correnti ed una fabbrica per la lavorazione di alluminio e ferro.
- Nel giugno del 2013, in Siano, viene sgominato un gruppo criminale composto da 11 persone e capeggiato da Aniello Basile, quarantaquattrenne pregiudicato di Siano, inquadrato come membro del clan Cava. Il clan Cava aveva, secondo gli inquirenti, messo sotto assedio il comune di Siano, puntando al controllo delle attività economiche ed instaurando un clima di terrore, promosso mediante una infinita serie di atti intimidatori, auto e camioncini dati alle fiamme, bombe carta fatte esplodere nei pressi di uffici commerciali. 14, invece, le persone indagate.
- In data 31 luglio 2013, in Baiano, Fortunato Miele, imprenditore edile di Baiano, con precedenti per omicidio doloso ed altro e ritenuto referente del clan Cava nella zona del Mandamento baianese, viene freddato a colpi di pistola,  in pieno giorno, in pieno centro del paese ed in pieno stile camorristico, nei pressi di una chiesa, dove si sta celebrando un matrimonio.
- Il 13 settembre 2013, a San Gennaro Vesuviano, vengono arrestati Prisco Raffaele Palmieri, 40 anni, e Luigi Lauri, 45 anni, entrambi di San Gennaro Vesuviano e considerati due appartenenti al clan Cava. Gli arrestati avevano costretto una ditta ad assumere uno di loro per poi pretendere, dalla stessa ditta, una tangente di 5.000€ per conto del sodalizio criminale.
- Il 22 novembre 2013, a Sperone, l'imprenditore edile Francesco Basile viene ucciso in pieno giorno nella sua auto, da almeno due killer, forse su commissione di Antonio Guerriero, imprenditore edile, e Girolamo Miele, operaio. Guerriero e Miele, entrambi di Avella e inquadrati nell'orbita del clan Cava, avevano cercato, complice l'assenza dei vertici del clan, di imporsi autonomamente sul territorio, soprattutto nel settore dell'edilizia (sia pubblica che privata), che, a detta degli investigatori, ha rappresentato una delle principali fonti di approvvigionamento per il "Nuovo Ordine di Zona", organizzazione da loro fondata al fine di controllare le attività, soprattutto gli appalti, in zona. A loro due è stato altresì attribuito l'omicidio di Miele Fortunato, un soggetto che sarebbe stato scomodo sia in quanto imprenditore edile, sia in quanto referente dei Cava nel Mandamento baianese. Guerriero Antonio e Miele Girolamo, condannati per associazione camorristica, estorsione, corruzione, armi, sequestro di persona a scopo estorsivo, usura e turbativa d'asta, sono rimasti fra i principali indagati per i due omicidi, ma non hanno riportato condanne a causa di essi. I mandanti dei due omicidi, dunque, sono da considerarsi ignoti. Da quanto accaduto, però, si desume sicuramente la volontà di taluni soggetti, affiliati o vicini ai Cava, di gestire in proprio le attività in un territorio dove, storicamente, i Cava hanno sempre spadroneggiato; ciò, oltre che nel Mandamento baianese, è avvenuto anche in altre zone di influenza del clan.
- Il 26 febbraio 2014, due presunti appartenenti al sodalizio, tra cui un parente del capocosca Biagio Cava, sono stati arrestati poiché resisi responsabili del reato di estorsione aggravata dal metodo mafioso, commessa in pregiudizio di una impresa edile di Moschiano impegnata in alcuni lavori nel comune di Marzano di Nola.
- L'8 agosto 2014 finisce in carcere Fiore Alberto Mazzocca, 34 anni, originario di Quindici, esponente del clan. Condannato alla pena di anni 8 di reclusione, dopo averne scontati 6, è tornato in carcere per scontare i restanti 2.
- Il 29 gennaio 2015, a Mugnano del Cardinale, in località "Campo di Spina", viene rinvenuto cadavere Attilio Di Grezia, trentenne pregiudicato di Mercogliano, attinto mortalmente da più proiettili allo stomaco e da un proiettile alla nuca e, verosimilmente, già esanime, abbandonato in quella zona dai sicari. Di Grezia, nel settembre del 2008, era finito in manette nel corso dell'operazione "Tempesta", che aveva condotto all'arresto di 6 pregiudicati affiliati al clan Cava - tra cui il Di Grezia - resisi responsabili di reiterate e violente condotte estorsive in danno di imprenditori operanti nell'Avellinese.
- Il 25 marzo 2015 vengono arrestati Bruno Giugliano, quarantanovenne di San Giuseppe Vesuviano, e Salvatore Notaro, cinquantaduenne di Saviano, ritenuti i referenti nel Nolano dei clan "Cava" di Quindici e "Ruocco-Somma" di Piazzolla di Nola. I due, recatisi presso un cantiere edile situato a Nola, avevano preteso una cospicua somma di denaro per garantire tranquillità ai titolari del cantiere.
- L'11 maggio 2015 Benedetto Cava, 24 anni, residente in San Paolo Bel Sito, nipote di Biagio Cava, è stato arrestato per spaccio di sostanze stupefacenti.
- Il 24 giugno 2015 la DDA di Napoli, grazie al prezioso apporto dei Carabinieri della Compagnia di Battipaglia, ha messo fine a un presunto giro di usura istituito dai Cava nella Piana del Sele. Sono stati sottoposti a misura cautelare in carcere il commerciante battipagliese sessantanovenne Farro Cosimo e il trentaseienne di Quindici Grasso Angelo, nipote del boss Salvatore Cava (Tore 'e Clelia), suo nonno. A cadere vittime dei due (la DDA di Napoli ha addirittura fatto allusione ad una 'frangia' del clan Cava operante nella Piana del Sele, avente contatti con la malavita organizzata locale), erano stati commercianti in severe difficoltà economiche.
- Nel settembre 2015, nel Vallo di Lauro, durante il corso di serrati controlli operati dalla Polizia, scaturiti a seguito di alcuni attentati intimidatori avvenuti poco tempo prima in quella zona, sono stati scoperti alcuni bunker segreti per ospitare latitanti, all'interno di uno dei quali sono stati altresì rinvenuti beni ed oggetti provento di furti. La Polizia ha denunciato in stato di libertà tre soggetti, due dei quali reputati fiancheggiatori del clan Cava.
- Il 4 gennaio 2016 è tornato in libertà, grazie all'indulto, Mario Giugliano, di Palma Campania, reputato un luogotenente di Biagio Cava. Giugliano avrebbe dovuto scontare oltre 10 anni di reclusione in carcere, ma è stato liberato dopo averne scontati circa otto.
- Il 12 febbraio 2016, gli agenti della Sezione Criminalità Organizzata e della Squadra Mobile della Questura di Avellino hanno stretto le manette ai polsi di tre pregiudicati. I predetti, tutti della zona di Mercogliano ed Avellino, avvalendosi della loro appartenenza ai clan Cava e Genovese (clan, quest'ultimo, operante nell'hinterland avellinese e strettamente collegato ai Cava), si erano resi responsabili, in concorso tra loro, dei reati di violenza privata ed estorsione aggravata in pregiudizio del titolare di una rivendita di motociclette, sita nella periferia avellinese.
- In data 6 marzo 2016, a Pago del Vallo di Lauro, viene gravemente ferito, da plurimi colpi di arma da fuoco, Giulio Maffettone, 58 anni, considerato il reggente del clan Cava, il cui decesso avverrà poi in ospedale. Già nel settembre del 2014, Maffettone era stato oggetto di un agguato di chiara matrice camorristica, durante il quale erano rimaste ferite due persone estranee ai fatti e a seguito del quale Maffettone aveva riportato la perdita parziale di un orecchio.
- Il 15 marzo 2016, i Carabinieri di Avellino hanno eseguito un provvedimento relativo al fermo di indiziato di delitto nei confronti di due persone indiziate per i reati di estorsione, sequestro di persona e lesioni personali aggravate. Nel mese di febbraio dello stesso anno, uno degli arrestati costrinse il titolare di una scuola privata di Monteforte Irpino a seguirlo in un'aula vuota, per poi picchiarlo con violenza e minacciarlo di morte per convincerlo a pagare la somma di € 100.000. A finire agli arresti, due presunti esponenti dei clan Cava e Genovese; trattasi di Galdieri Nicola, quarantunenne di Mercogliano, e Romano Antonio, 49 anni, di Avellino.
- Il 4 maggio 2016 7 soggetti, tutti appartenenti, secondo l'accusa, al clan Cava, vengono rinviati a giudizio in quanto accusati di aver danneggiato, distrutto o asportato tutti gli arredamenti all'interno della "villa bunker", ubicata in Pago del Vallo di Lauro, in cui fu arrestato il boss Biagio Cava. Tutto ciò che non era possibile asportare - come pavimenti, marmi, ringhiere, scale, ascensore interno ecc. - è stato gravemente danneggiato. All'interno di talune stanze, invece, erano stati posti, accatastati, pneumatici e porte in legno, segno che gli indagati avevano l'intenzione di bruciare la villa o di dare un avvertimento.
- Il 7 dicembre 2016, la Questura di Avellino arresta, nel Vallo di Lauro, 11 persone tra funzionari pubblici, imprenditori e pregiudicati, con le accuse di abuso d'ufficio, concussione ed estorsione aggravata dal metodo mafioso. Gli investigatori, a seguito di meticolose indagini, hanno scoperto un forte legame tra gli amministratori del comune di Pago del Vallo di Lauro - peraltro già sciolto due volte per infiltrazioni della camorra - ed esponenti della criminalità organizzata. Tra gli arrestati, figurano Giuseppe Corcione, ex sindaco di Pago del Vallo di Lauro; Andrea Amoroso, Presidente del Consiglio comunale di Pago del Vallo di Lauro; Luigi Vitale, pregiudicato del luogo, notoriamente affiliato al clan Cava; e Raffaele Scibelli, di Quindici, nipote del boss Biagio Cava e soggetto ritenuto attiguo al clan.
- Il 31 ottobre 2017 è finito a processo Antonio Cava, nipote di Biagio Cava, giacché accusato di aver tentato un'estorsione ai danni di un imprenditore del Baianese.
- Il 29 novembre 2017, all'età di 62 anni, lo storico boss della cosca, Biagio Cava, è deceduto in seguito a complicazioni del suo stato di salute, dovute a problemi cardiaci e ad un tumore al cervello. Pochi mesi prima, il tribunale di sorveglianza di Sassari, aveva accolto l'istanza di differimento della pena, avanzata dal suo legale, sottoponendolo agli arresti domiciliari per ragioni di salute, dopo 11 anni di reclusione al 41 bis.
- Il 16 febbraio 2018 viene ferito a Pago del Vallo di Lauro, da un colpo di pistola al torace, il pregiudicato Grasso Vincenzo, 37 anni, di Domicella, che, il 7 dicembre 2016, era finito in manette unitamente ad altre 10 persone tra pregiudicati vicini al clan Cava e funzionari pubblici collusi. Quale responsabile del fatto, verrà poi arrestato un amico della vittima, Angelo Vitale, noto pregiudicato di Pago del Vallo di Lauro e fratello di quel Luigi Vitale finito in manette durante l'operazione del 7 dicembre 2016. Secondo quanto trapelato, durante una lite fra Angelo Vitale e la moglie di questi, Grasso avrebbe tentato, invano, di fare da paciere, scatenando l'ira del Vitale che, per tutta risposta, gli avrebbe sparato.
- Nel marzo del 2018, la Polizia ha scoperto un traffico di droga e un giro di prostituzione gestito da presunti affiliati al clan Cava. L'inchiesta è scaturita da alcune intercettazioni telefoniche e dalle dichiarazioni di un collaboratore di giustizia che ha chiamato in causa un boss del clan Cava. La Polizia ha effettuato perquisizioni a Salerno, Capaccio Scalo, Cesinali, Solofra e Serino. Sei le persone indagate, nei confronti delle quali si ipotizzano i reati di traffico di sostanze stupefacenti e associazione a delinquere finalizzata allo sfruttamento della prostituzione.
- Nel mese di maggio del 2019, viene scarcerato Fabi Santolo, nato a Quindici il 25 settembre 1964, da tempo detenuto in regime del 41 bis per associazione a delinquere di stampo camorristico, estorsione e traffico internazionale di droga. La pena del Fabi (una volta elemento apicale del clan) viene differita a causa di gravi problemi psichici, di cui Fabi soffrirebbe da qualche tempo. Si tratta del primo caso in Italia di differimento della pena per malattia psichica.[10]
- Un altro colpo è stato inflitto al clan il 23 maggio 2019. I Carabinieri del Comando Provinciale di Avellino hanno infatti tratto in arresto Galdieri Pasquale ("O' Milord") e Beniamino Pagano, di Mercogliano. I due, pluripregiudicati e già finiti in manette il 18 novembre 2008 congiuntamente ad altri elementi affiliati al clan Cava, sono finiti in carcere per estorsione aggravata dal metodo mafioso commessa in danno di un imprenditore di Mercogliano, dal quale avevano preteso in regalo un appartamento ubicato nel comune di Mercogliano.
- Il 23 maggio 2019 è tornato in libertà, per fine pena, Salvatore Cava, figlio del boss Biagio Cava. Salvatore era stato arrestato a Pago il 18 maggio 2010, all'età di 26 anni, e ha scontato 9 anni di reclusione per associazione a delinquere di stampo camorristico, estorsione e usura.[11]
- Il 31 luglio 2019, i Carabinieri del Nucleo Investigativo di Castello di Cisterna, su disposizione del Tribunale di Avellino e su richiesta della DDA di Napoli, hanno eseguito un sequestro patrimoniale, pari a 6,2 milioni di euro, a carico di un settantaduenne nolano, considerato vicino al clan Cava, e alla consorte settantunenne. L'operazione ha coinvolto i comuni di Nola, Casamarciano, Carife, Centola, Roma, Ancona, Milano, Siena, Torino e Trieste. Sono stati sequestrati beni immobili, società immobiliari, conti correnti e polizze assicurative ritenute frutto del reimpiego dei proventi del clan.[12]
- Il 1º agosto 2019 sono stati arrestati 5 esponenti del clan Graziano, che stavano tramando l'eliminazione di Salvatore Cava (figlio del boss Biagio e scarcerato nel maggio dello stesso anno) e della madre di Salvatore Cava, nonché moglie del defunto boss Biagio, Rosalba Fusco.[13]
- Il 14 ottobre 2019 è stato disarticolato un gruppo criminale ribattezzato "Nuovo Clan Partenio", egemone in Avellino ed alcuni comuni della provincia. Tra gli arrestati (23, in tutto) e gli indagati (17, in tutto), figurano alcuni pregiudicati in passato ritenuti legati ai Cava, che avevano costituito il sodalizio di propria iniziativa, operando senza il beneplacito dei Cava ed egemonizzando comuni che, in passato, avevano fortemente risentito della presenza di quest'ultimi.[5][7][6]
- Alle prime luci dell'alba del 21 luglio 2020, nei comuni di Moschiano (AV) , Pago del Vallo di Lauro (AV), Visciano (NA), Marigliano (NA) e Nola (NA), è scattata un'operazione anticamorra che ha condotto all'arresto di sei affiliati al clan Cava, accusati di estorsione aggravata dal metodo mafioso. Gli arrestati avrebbero perpetrato un'estorsione ai danni di un imprenditore edile il quale, al fine di esser costretto a pagare il pizzo e cedere proprietà ai suoi aguzzini, sarebbe stato sottoposto a vessazioni fisiche e psicologiche[14].
- Nella mattinata del 12 settembre 2021, la Polizia ha proceduto all'arresto di Vitale Angelo, pluripregiudicato di Pago del Vallo di Lauro, considerato vicino agli ambienti del clan Cava, all'atto dell'arresto già ristretto agli arresti domiciliari per il tentato omicidio di Grasso Vincenzo, pregiudicato di Domicella, anch'egli ritenuto vicino ai Cava. Il Vitale è stato raggiunto da un'ordinanza di custodia cautelare in carcere giacché resosi responsabile del reato di detenzione abusiva di armi da fuoco, nonché della violazione delle prescrizioni riguardanti la misura restrittiva cui era sottoposto avendo egli ricevuto, presso il proprio domicilio, un pericoloso pregiudicato[15].

## Fatti eclatanti riguardanti il clan

### Strage di Scisciano
A Scisciano, frazione Spartimento, il 21 novembre 1991, ad opera di esponenti del clan Cava, avviene una strage in cui perderanno la vita Eugenio Graziano, 30 anni, ex sindaco di Quindici e all'epoca dei fatti latitante, il cugino Vincenzo Graziano, ventiduenne, e il loro guardaspalle, il ventunenne Gaetano Santaniello. La strage fu ideata e portata a termine dai Cava, allo scopo di eliminare le "nuove leve" del clan Graziano. Le tre vittime, tutte di Quindici, si erano recate a Scisciano, presso una carrozzeria, dacché una loro autovettura blindata aveva fuso il motore. I tre erano lì, in quella carrozzeria, quando, d'improvviso, una raffica di colpi di kalashnikov piove verso di loro; Santaniello è il primo a morire: ha avuto a stento sentore di ciò che sta accadendo, quando i proiettili gli spappolano la scatola cranica. Vincenzo Graziano prova a fuggire, ma la strategia dei killer è ben congegnata: fa pochi metri e viene falciato a colpi di mitra. È la volta di Eugenio Graziano: cerca di fuggire attraverso le campagne circostanti, il secondo gruppetto di killer lo insegue e gli spara. Per finire, i killer gli rendono irriconoscibile il volto, dopo avergli scaricato contro raffiche di kalashnikov. Vincenzo ed Eugenio erano nipoti del boss ed ex sindaco di Quindici Raffaele Pasquale Graziano. La mattanza fu conseguenza della faida che, già dai primi anni '80, vedeva contrapposti i Cava ed i Graziano.

### Strage delle donne
La sera del 26 maggio del 2002, a Lauro, un'Audi con a bordo alcune donne del clan Cava viene seguita e speronata da un'altra auto, un'Alfa Romeo condotta dal boss Salvatore Luigi Graziano, che si trova in compagnia di alcuni/e parenti. All'indirizzo dell'auto delle Cava, parte una pioggia di proiettili che uccide tre parenti del boss Biagio Cava: Clarissa Cava (16 anni, figlia del boss); Michelina Cava (51 anni, sorella del boss); Maria Scibelli (53 anni, cognata del boss). Un'altra figlia del boss Cava - Felicetta Cava, 19 anni - rimarrà paralizzata per sempre ad una sedia a rotelle. Alla fine, si conteranno 3 morti e 6 feriti. A compiere l'eccidio, un gruppo di donne del clan Graziano supportate da almeno due uomini (il boss Salvatore Luigi Graziano e Antonio Mazzocchi, cognato del boss Adriano Graziano, anche quest'ultimo sospettato di aver fatto parte del commando) le quali, per via dell'assenza dei vecchi capi, dovuta a detenzioni, latitanza o decessi, avevano affiancato figli e nipoti nella gestione della cosca. Tra queste, vi erano Alba Scibelli, quarantunenne, moglie di Eugenio Graziano, ex sindaco di Quindici, rimasto vittima della strage di Scisciano; Chiara Manzi, di anni 62, moglie di Salvatore Luigi Graziano, in dosso alla quale fu trovato un fucile da 9 mm che la donna aveva infilato nel reggiseno; e le due figlie di Alba, Stefania e Chiara Graziano, 19 e 20 anni. Della strage diede notizia e scrisse anche la BBC News.

## Boss più importanti e affiliati di spicco

### Boss più importanti
- Antonio Cava, inteso «Ndo' Ndo'», (Quindici, 18 novembre 1956).

Figlio di Raffaele Cava e Assunta Santaniello, Antonio Cava era considerato il numero 2 del clan, secondo solo al cugino Biagio. Il 17 gennaio 1991 si trova nella piazza di Quindici, dove sta assistendo alla festa patronale; nei pressi della piazza, da una casa diroccata, vi sono due affiliati del clan Graziano che, con un fucile da cecchino, fanno fuoco all'indirizzo del boss Cava. Il boss, attinto al mento da un proiettile, non perderà la vita, ma il suo volto resterà per sempre deturpato. Il primo omicidio di Antonio Cava avvenne quando questi aveva appena 15 anni, in Germania, quando Cava uccise un giovane italiano, anch'egli di origini meridionali, il quale aveva offeso sua madre.
- Biagio Cava (Quindici, 16 ottobre 1955 - Napoli, 29 novembre 2017).[20]

Figlio di Vincenzo Cava, Biagio Cava era considerato il numero 1 del clan. Già vittima di un agguato il 28 aprile 1983 (in cui perse la vita Giuseppe Fabi, affiliato del clan), al quale scampò poiché indossava un corpetto antiproiettile, è stato sospettato di essere l'ideatore ed uno degli esecutori materiali della strage di Scisciano, avvenuta nel novembre del '91. Si trova recluso nel carcere di Nizza quando nel maggio del 2002, via telefono (il boss era riuscito, non si sa come, ad entrare in possesso di un cellulare), lo rendono edotto che i Graziano gli hanno ammazzato una figlia, la sorella e la cognata e che un'altra figlia, la primogenita, versa in condizioni gravissime (in seguito si salverà, ma rimarrà paralizzata).
- Salvatore Cava, inteso «Tore 'e Clelia».

Uno dei primi leader del sodalizio. A Salvatore Cava, i Graziano uccisero due figli: Vincenzo Cava (1972 - 12 dicembre 1991), affetto da disabilità intellettiva, sicché assolutamente estraneo alle attività del clan, che fu ucciso in un agguato a Pago del Vallo di Lauro, il 12 dicembre del 1991, a 19 anni, mentre si trovava in prossimità di un ristorante, e Fiore Cava, ucciso nel giugno del 1993.
- Vincenzo Cava (Quindici, 1920 - Quindici, 14 ottobre 1995).

Padre di Biagio, viene barbaramente ucciso nel 1995 quando, dopo averlo sequestrato e condotto in una zona isolata di montagna, Felice Graziano (soprannominato Felicione) e Antonio Graziano (meglio noto come O' Sanguinario) gli esplosero una cinquantina di colpi di pistola e fucile all'indirizzo del volto. I Graziano, probabilmente, assassinarono Vincenzo Cava in quel modo per vendicare Eugenio Graziano, una delle vittime della strage di Scisciano, verificatasi nel novembre del 1991, che fu ammazzato con le medesime modalità.

### Affiliati di spicco
- Agostino Sangermano — oggi indicato quale capo dell'omonimo gruppo criminale, reputato attivo in alcuni comuni del nolano e un tempo propaggine dei Cava. Il 7 giugno del 2016, durante la processione della Madonna del Rosario, per omaggiare il boss, la statua della Madonna si è inchinata dinnanzi alla villa della famiglia Sangermano, sita alla frazione Livardi del comune di San Paolo Bel Sito[21];
- Aniello Grasso
- Arduino Siniscalchi
- Aurelio Pacia
- Bernardo Cava — cugino di Biagio Cava e fratello di Antonio, è stato scarcerato nel dicembre 2019, dopo aver espiato 11 anni e 6 mesi in regime di carcere duro;
- Bruno Giugliano — luogotenente del boss Biagio Cava;
- Carmine Giugliano — referente del clan a Piazzolla di Nola e cognato di Biagio Cava;
- Fiore Cava — ammazzato nel giugno 1993, figlio di Salvatore Cava (Tore 'e Clelia), nonché cugino di Antonio e Biagio Cava;
- Giulio Maffettone — considerato il reggente del clan e molto vicino ad esponenti politici del Vallo di Lauro (soprattutto di Pago del Vallo di Lauro), è stato freddato nel marzo 2016;
- Giuseppe Giugliano
- Giuseppe Menna
- Giuseppe Pacia
- Luigi Ferraro
- Mario Giugliano — ritenuto un luogotenente di Biagio Cava ed operante nel nolano;
- Michelangelo Angieri
- Michele Palmese — alias "Don Linetti", uomo di fiducia di Biagio Cava, soleva recarsi negli Stati Uniti, e più precisamente a Springfield, dove aveva tessuto rapporti con Adolfo Bruno - boss della famiglia Genovese - e i figli di questo.
- Palma Bossone — moglie del boss Antonio "Ndo' Ndo'" Cava;
- Pasquale Galdieri — un tempo ritenuto elemento di spicco del clan e oggi considerato a capo di un gruppo camorristico operante in Avellino e nell'hinterland avellinese;
- Sabato Guerriero — affiliato di spicco, attivo nel mandamento baianese;
- Salvatore Cava — fratello del boss Biagio;
- Salvatore Cava — figlio del boss Biagio ed attualmente sospettato di essere al vertice del clan;
- Santolo Fabi — ex braccio destro di Biagio Cava.

## Faida di Quindici

### Preludio
I Cava, i Graziano ed altre famiglie criminali erano strette in un'alleanza che formava quello che, un tempo, era detto Clan dei Quindiciari. A Quindici e nel Vallo, erano i Graziano a comandare, rispetto ai quali altre realtà camorristiche locali - tra cui i Cava - erano subalterne. Per decadi, i boss del clan Graziano sono stati eletti a sindaci, con il tacito assenso di una oppressa popolazione locale. Il primo di questi fu Fiore Graziano, alias "Ciore 'i Bomba", un boss feroce e temuto; aveva appena 14 anni quando commise il suo primo omicidio: la sorella aveva intrecciato una relazione con un rivale e lui, per punirla, l'aveva uccisa. Stessa sorte toccò ad un'altra sorella, che Graziano fece uccidere per lo stesso motivo. Nel settembre del 1972 Fiore Graziano è nello stadio comunale di Quindici e sta assistendo ad una partita fra la compagine locale e quella della vicina Lauro. Un killer sale sugli spalti, lo raggiunge e lo fredda a pistolettate. Passa poco e il killer di "Ciore 'i Bomba" viene freddato a sua volta. Ad uccidere Graziano non sono stati i Cava, sono stati i Grasso (altra famiglia camorristica di Quindici), che vogliono scalzare i Graziano. Il conflitto Grasso-Graziano si chiude con i Graziano vincenti.

### Faida Cava-Graziano
Quella tra i Cava ed i Graziano è una faida che sembra provenire da un paesino della Locride; entrambe le compagini, per via della loro struttura, infatti, più che due clan camorristici, ricordano due 'ndrine della 'Ndrangheta. Lo sfondo principale è Quindici, un paese che negli anni '80 conta all'incirca 3.000 abitanti o poco più e che, a guardarlo lì dove sorge, all'ombra del Pizzo d'Alvano, sembra un paesino ai piedi dell'Aspromonte. Le due potenti cosche - un tempo alleate - entrano in guerra a seguito del Terremoto dell'Irpinia del 1980; un fiume di danaro viene stanziato per la ricostruzione post-terremoto e i Cava, sempre più potenti e dalle vedute differenti da quelle dei Graziano, non ci stanno più ad essere un'ombra di quest'ultimi. Ad incrinare ancor più i rapporti fra le due cosche, saranno dapprima (inizi anni '80) l'adesione dei Cava alla Nuova Famiglia e l'adesione dei Graziano alla Nuova Camorra Organizzata e poi l'alluvione che travolse Sarno, Quindici, Siano e Bracigliano. È il 1982 quando un commando del clan Cava, armi alla mano, fa irruzione nel comune di Quindici con l'intento di uccidere il sindaco-boss Raffaele Pasquale Graziano. Graziano riesce a sfuggire al commando (trova rifugio in una soffitta), ma il messaggio dei Cava è forte e chiaro: Quindici non appartiene ai Graziano (che di sindaci, dagli anni '70 agli anni 2000, ne hanno avuti cinque, due uccisi e tre rimossi dall'incarico per rapporti con la camorra). La faida, protrattasi per decenni, oltre che da vendette trasversali, sequestri (come il tentato sequestro a scopo omicidiario del boss Salvatore Luigi Graziano ed il sequestro di Vincenzo Cava), vittime innocenti, killer giovanissimi (Guerino Scafuro, figlio di un esponente dei Graziano, di anni ne aveva appena 13, quando uccise un giovane affiliato dei Cava), giubbotti antiproiettile e auto blindate adoperate per scampare alla furia rivale, è contrassegnata da due stragi: la Strage di Scisciano e la Strage delle Donne. La prima avviene a Spartimento, una frazione ubicata nell'agro del comune di Scisciano, il 21 novembre del 1991; i Cava, quel giorno, massacrano a colpi di kalashnikov Eugenio Graziano (30 anni, ex sindaco di Quindici), Vincenzo Graziano (22 anni, cugino di Eugenio) e Gaetano Santaniello (21 anni, guardaspalle dei due Graziano). Macabri i particolari: i killer hanno reso irriconoscibile, a colpi di kalashnikov, il volto di Eugenio Graziano. Ad una brutalità simile, i Graziano risposero con la stessa brutalità: Vincenzo Cava, padre del boss Biagio Cava, subì la stessa sorte di Eugenio Graziano. La seconda strage, che macchierà i giornali anche a New York, è datata 26 maggio 2002 e passerà alla storia come "Strage delle Donne". Furono le donne dei boss dei Graziano ad organizzarla e quelle dei Cava a patirla (morirono sorella, cognata e figlia del boss Biagio Cava, frattanto detenuto a Nizza). La risposta dei Cava alla strage sono stati 3 omicidi (tra cui quelli di Antonio e Francesco Graziano, vittime innocenti, uccisi nel giugno del 2004 giacché parenti del boss Adriano Sebastiano Graziano) e il tentato omicidio del boss Felice Graziano. Di lì in poi la faida, a differenza dei due clan, ancora operativi e potenti, s'è lentamente diluita nel tempo. L'operato dello Stato e di associazioni come Libera ha restituito, negli anni, speranza ad una terra difficile come il Vallo.